# Federació Internacional de Bàsquet
La Federació Internacional de Bàsquet (en francès: Fédération Internationale de Basket-ball), normalment abreviat com FIBA, és una associació d'organitzacions nacionals que governa la competició internacional del bàsquet. FIBA defineix les regles internacionals del bàsquet, especifica l'equipament i facilitats requerides, regula la transferència de jugadors entre països i controla els assignaments d'àrbitres internacionals. Més de 200 federacions nacionals en són membres, organitzades des del 1989 en cinc zones o "comissions": Àfrica, Amèrica, Àsia, Europa i Oceania.

## Història
L'associació va ser fundada a Gènova el 1932, dos anys després que el bàsquet fos reconegut oficialment pel COI. El nom original era Fédération Internationale de Basketball Amateur. Nou nacions en van ser membres fundadors: Argentina, Txecoslovàquia, Grècia, Itàlia, Letònia, Portugal, Romania i Suïssa.
Durant els Jocs Olímpics d'Estiu de 1936 a Berlín, la federació va nomenar James Naismith, fundador del bàsquet, president honorari de l'entitat.
Establerta per primera vegada a Suïssa (Ginebra després Berna des de 1940), la seu de la federació es va traslladar a Alemanya a Munic el 1956 Després de 46 anys a Alemanya, la FIBA va tornar a Suïssa l'any 2002, instal·lant les seves instal·lacions a Ginebra, després a Mies el 2013, a la Maison du Basket construïda amb aquesta finalitat.
El 1950, pels homes, i el 1953, per dones, la FIBA ha organitzat mundials de bàsquet, normalment cada quatre anys, alternant amb els Jocs Olímpics.
El 1989 la FIBA va obrir la porta a la participació en els Jocs Olímpics a professionals com ara jugadors de l'NBA als Estats Units. En aquest moment, la Fédération Internationale de Basketball Amateur esdevingué la Fédération Internationale de Basketball, però romangué FIBA com a abreviació.
El febrer de 2021, la FIBA va signar un acord amb la plataforma de transmissió en línia Twitch. Mai abans signat per una federació esportiva, aquest acord preveu la retransmissió de 600 hores d'acció en directe a l'any, en tornejos organitzats per FIBA.

### Presidents
| Anys         | Nom                       |
| ------------ | ------------------------- |
| 1932–1948    | Leon Bouffard             |
| 1948–1960    | Willard Greim             |
| 1960–1968    | Antonio dos Reis Carneiro |
| 1968–1976    | Abdel Moneim Wahby        |
| 1976–1984    | Gonzalo Puyat II          |
| 1984–1990    | Robert Busnel             |
| 1990–1998    | George E. Killian         |
| 1998–2002    | Abdoulaye Seye Moreau     |
| 2002–2006    | Ching Men-ky              |
| 2006–2010    | Robert Elphinston         |
| 2010–2014    | Yvan Mainini              |
| 2014–2019    | Horacio Muratore          |
| 2019–2023    | Hamane Niang              |
| 2023–present | Sheikh Saud Ali Al Thani  |

### Secretaris Generals
| Anys         | Nom                  |
| ------------ | -------------------- |
| 1932–1976    | Renato William Jones |
| 1976–2003    | / Borislav Stanković |
| 2003–2018    | Patrick Baumann      |
| 2018–present | Andreas Zagklis      |

## Estructura

La FIBA divideix el món en 5 zones, cadascuna basada aproximadament en un continent.

Hi ha cinc zones, en les quals la FIBA supervisa el joc als diferents continents i regions del món a través de les seves oficines regionals sota la seva nova estructura de govern, que va ser aprovada pel Congrés Extraordinari de la FIBA de 2014 a Istanbul. Les federacions nacionals són membres de la FIBA i estan previstes als Estatuts Generals de la FIBA amb les seves zones assignades. Els Estatuts també estableixen que després de l'admissió d'una federació nacional a la FIBA, la Junta Central l'assigna a una zona.
- FIBA Àfrica (54 membres)
- FIBA Amèrica (42 membres)
- FIBA Àsia (44 membres)
- FIBA Europe (50 membres)
- FIBA Oceania (22 membres)

En total, la FIBA reconeix 212 federacions nacionals. A diferència d'altres organitzacions esportives, la FIBA reconeix la Federació britànica com un únic òrgan de govern del bàsquet a la Gran Bretanya, com a resultat d'una fusió el 2016 entre les federacions de bàsquet de dues de les quatre Home Nations del Regne Unit (Anglaterra i Escòcia). Gal·les va rebutjar la fusió, però finalment es va unir el 2015. Diversos membres de FIBA Oceania, de forma destacada Austràlia i Nova Zelanda, també competeixen en tornejos asiàtics.
El 2021, el Perú va ser desafiliat a la FIBA i també van ser suspesos abans del 2018.
Els rànquings mundials FIBA masculí i femení s'actualitzen ambdós després de cada competició FIBA o finestra de classificació i es basen en el seu rendiment en aquests esdeveniments.

## Competicions
La FIBA organitza les competicions següents:
Sènior
- Torneig masculí de Bàsquet als Jocs Olímpics
- Torneig femení de Bàsquet als Jocs Olímpics
- Campionat del Món de bàsquet masculí
- Campionat del Món de bàsquet femení
- Copa continental Stankovic
- FIBA Diamond Ball (2000-2008)

Júnior
- Campionat del Món de bàsquet masculí sub-21 (1993-2005)
- Campionat del Món de bàsquet femení sub-21 (2003-2007)
- Copa del Món de bàsquet masculí sub-19
- Copa del Món de bàsquet femení sub-19
- Copa del Món de bàsquet masculí sub-17
- Copa del Món de bàsquet femení sub-17